# Decticogaster
Decticogaster là một chi bướm đêm thuộc họ Crambidae.